# Сильваши, Миклош
Миклош Сильваши (венг. Szilvásy Miklós; 5 декабря 1925 — 24 мая 1969) — венгерский борец греко-римского стиля, олимпийский чемпион.

## Биография
Миклош Сильваши родился в 1925 году в деревне Марьяностра в медье Пеште. С 1942 года начал заниматься борьбой. В 1945 году получил пулевое ранение в ногу, однако сумел выздороветь и уже в 1946 году принял участие в чемпионате Венгрии. После Второй мировой войны стал работать в будапештской полиции.
В 1947 году Миклош Сильваши принял участие в чемпионате Европы, где стал 4-м. В 1948 году он принял участие в Олимпийских играх в Лондоне, где завоевал серебряную медаль. На чемпионате мира 1950 года он стал 5-м, зато в 1952 году на Олимпийских играх в Хельсинки завоевал золотую медаль. В 1953 году Миклош Сильваши стал серебряным призёром чемпионата мира. В 1956 году принял участие в Олимпийских играх в Мельбурне, но там стал лишь 7-м.